# ۱۷۸ (عدد)
۱۷۸(صد و هفتاد و هشت) یک عدد طبیعی است که بعد از ۱۷۷ و قبل از ۱۷۹ قرار دارد.